# Aldis Bernard

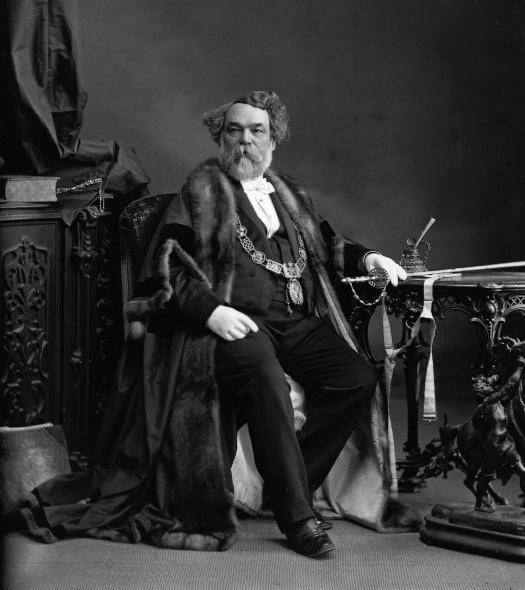
Aldis Bernard (1873)

Aldis Bernard (* ca. 1810; † 3. Juli 1876 in San José, Kalifornien) war ein kanadischer Politiker und Zahnarzt. Von 1873 bis 1875 war er Bürgermeister der Stadt Montreal. Außerdem war er der erste Präsident des Zahnärzteverbandes der Provinz Québec.

## Biografie
Über Bernards Herkunft ist kaum etwas bekannt. Möglicherweise wurde er um 1810 als Sohn von Loyalisten in der Region Estrie geboren, im Südosten der heutigen kanadischen Provinz Québec. Er studierte Zahnmedizin in Philadelphia und praktizierte danach in den Südstaaten der USA. 1840 lebte er auf der Niagara-Halbinsel; ein Jahr später ließ er sich in Montreal nieder, wo er eine Zahnarztpraxis eröffnete. Als die Regierung der Provinz Kanada 1847 die medizinische Ausbildung standardisieren wollte, strebte Bernard danach, auch seinen Beruf anerkennen zu lassen. Die Zahnmedizin genoss damals jedoch einen schlechten Ruf und wurde nicht berücksichtigt. 1869 gründeten die Zahnärzte Québecs den Interessenverband Ordre des dentistes du Québec; Bernard war bis zu seinem Tod dessen erster Präsident.
Bernard war von 1858 bis 1861 sowie ab 1866 Mitglied des Stadtrates von Montreal. Er präsidierte die Kommissionen für öffentliche Ordnung, Gesundheit und Finanzen. Außerdem schlug er eine Verordnung zum Betrieb der ersten Pferdebahn vor, die 1861 eröffnet wurde. 1872 gelang es ihm, die erste städtische Anleihe auf dem Londoner Finanzmarkt auszuhandeln, nachdem der Schatzmeister an dieser Aufgabe gescheitert war. Als Bürgermeister Francis Cassidy am 14. Juni 1873 starb, wählte der Stadtrat Bernard zum interimistischen Nachfolger. 1874 folgte die Bestätigung in einer Volkswahl. Während seiner Amtszeit begann die Anlegung des Parc du Mont-Royal und der Bau des neuen Rathauses. 1875 stellte sich Bernard nicht mehr der Wiederwahl. Er zog nach San José in Kalifornien, wo er im Juli 1876 verstarb. Seine sterblichen Überreste wurden in Montreal beigesetzt.